# Milieuzorgsysteem
Een milieuzorgsysteem is binnen een bedrijf een georganiseerde aanpak van zo goed mogelijk met het milieu omgaan, volgens bepaalde normen. Een gecertificeerd milieuzorgsysteem (bijvoorbeeld NEN-ISO 14001) is geen milieuregelgeving. Het bedrijf heeft zich nog steeds te houden aan een milieuvergunning en/of algemene regels (algemene maatregel van bestuur (A.M.v.B.)) zijn opgesteld. Een van de laatst ingevoerde algemene regels is het "Activiteitenbesluit". Hierin zijn regels gevat die voor de meeste bedrijven gelden. Als een bedrijf te groot wordt om binnen de kaders van een A.M.v.B. te functioneren is alsnog een milieuvergunning nodig. De (commerciële) NEN-ISO regels zijn geen vervanging van overheidsregels. Een milieuzorgsysteem wordt meestal door bedrijven ingevoerd om efficiënter met schaarse middelen om te gaan en dus feitelijk goedkoper te kunnen werken. Milieuvoordeel is mooi meegenomen.